# Vindasia
Vindasia, monotipični biljni rod iz porodice primogovki smješten u tribus Whitfieldieae, dio potporodice Acanthoideae. Jedina vrsta je madagaskarski endem V. virgata Opisan je u Bulletin de la Société Botanique de France 109: 133. 1962. 

## Opis
Grm endemičan za Madagaskar. Rijetka biljka poznata samo sa 2 do pet lokaliteta. 